# Перминов, Сергей Николаевич
Сергей Николаевич Перминов (род. 16 сентября 1968, Ленинград, РСФСР, СССР) — российский государственный и политический деятель. Заместитель Секретаря Генерального совета партии «Единая Россия» с 23 ноября 2019 года. Сенатор Российской Федерации — представитель от исполнительного органа государственной власти Ленинградской области с 17 сентября 2020 года, заместитель председателя Комитета Совета Федерации по Регламенту и организации парламентской деятельности с 6 октября 2021 года.
Из-за поддержки нарушения территориальной целостности Украины во время российско-украинской войны находится под персональными международными санкциями  Евросоюза, США, Великобритании и ряда других стран.

## Биография
Родился 16 сентября 1968 года в Ленинграде.
В 1995 году окончил Адыгейский государственный университет по специальности «учитель истории социально-политических дисциплин».
В 1999 году окончил Северо-Кавказскую академию государственной службы (ныне Южно-Российский институт управления — филиал РАНХиГС) по специальности «юрист».
С 2000 по 2012 год — адвокат Адвокатской палаты города Санкт-Петербурга.
С 2008 по 2010 год — представитель Законодательного собрания Санкт-Петербурга в квалификационной комиссии Адвокатской палаты города Санкт-Петербурга.
С 2012 по 2013 год — председатель комитета правового обеспечения и контроля Ленинградской области.
С 2013 по 2015 год — вице-губернатор Ленинградской области — руководитель аппарата Губернатора и Правительства Ленинградской области.
С 2015 по 2020 год — вице-губернатор Ленинградской области по внутренней политике.
С ноября 2019 года — заместитель Секретаря Генерального совета Всероссийской политической партии «Единая Россия».
C января по сентябрь 2020 года — вице-президент Национального фонда поддержки регионального сотрудничества и развития.
С сентября 2020 года — Сенатор  Российской Федерации. Вошел в состав Комитета Совета Федерации по Регламенту и организации парламентской деятельности.
С октября 2021 года — заместитель Комитета Совета Федерации по Регламенту и организации парламентской деятельности.
С октября 2023 года — первый заместитель председателя Комитета Совета Федерации по Регламенту и организации парламентской деятельности.

## Награды
- Орден Дружбы (4 декабря 2023 года) — за большой вклад в развитие парламентаризма и активную общественно-политическую деятельность[21]
- Медаль ордена «За заслуги перед Отечеством» II степени (2021 год)[22]
- Благодарность Президента Российской Федерации (4 мая 2018 года) — за активное участие в общественно-политической жизни российского общества[23]
- Знак отличия Ленинградской области «За вклад в развитие Ленинградской области» (2014 г.)[источник не указан 810 дней]
- Памятная медаль «Патриот России» (2016 г.)[источник не указан 810 дней]
- Памятный знак Министерства иностранных дел Российской Федерации «За достижения в деле развития и укрепления международного сотрудничества» (2017 г.)
- Медаль «За доблестный труд» (2017 г.)[источник не указан 810 дней]
- Знак отличия Ленинградской области «За заслуги перед Ленинградской областью» (2019 г.)[источник не указан 810 дней]
- Имеет благодарности губернатора Ленинградской области, Законодательного собрания Ленинградской области, Законодательного собрания Санкт-Петербурга.[источник не указан 810 дней]